# The 50th Anniversary Collection
Albums de Bob Dylan
Tempest
(2012) The Bootleg Series Vol. 10
(2013)
The 50th Anniversary Collection est une compilation de Bob Dylan parue fin 2012. Elle rassemble des enregistrements réalisés par le chanteur cinquante ans auparavant, en 1962, en studio durant la création de l'album The Freewheelin' Bob Dylan et sur scène.
Comme son sous-titre « The Copyright Extension Collection, Volume 1 » l'indique, sa parution a pour objectif d'empêcher ces enregistrements d'entrer dans le domaine public en Europe, où la durée du droit d'auteur pour ce type d'œuvre a été prolongée de 50 à 70 ans après leur enregistrement, à condition qu'elles aient été publiées sous une forme ou une autre durant ces cinquante premières années. The 50th Anniversary Collection a été produit à une centaine d'exemplaires seulement par Sony Music Entertainment et commercialisé uniquement en Europe.
Sur le même modèle ont suivi The 50th Anniversary Collection 1963 en 2013 et The 50th Anniversary Collection 1964 en 2014.

## Titres

### Disque 1
- Les titres 1 à 10 ont été enregistrés le 24 avril 1962, lors de la première séance de l'album The Freewheelin' Bob Dylan.
- Les titres 11 à 21 ont été enregistrés le 25 avril 1962, lors de la deuxième séance de l'album The Freewheelin' Bob Dylan.
- Les titres 22 à 26 ont été enregistrés le 9 juillet 1962, lors de la troisième séance de l'album The Freewheelin' Bob Dylan.

1. Going Down to New Orleans (prise 1)
2. Going Down to New Orleans (prise 2)
3. Sally Gal (prise 2)
4. Sally Gal (prise 3)
5. Rambling Gambling Willie (prise 1)
6. Rambling Gambling Willie (prise 3)
7. Corrina, Corrina (prise 1)
8. Corrina, Corrina (prise 2)
9. The Death of Emmett Till (prise 1)
10. (I Heard That) Lonesome Whistle (prise 2)
11. Rocks and Gravel (Solid Road) (prise 3)
12. Sally Gal (prise 4)
13. Sally Gal (prise 5)
14. Baby, Please Don't Go (prise 1)
15. Baby, Please Don't Go (prise 3)
16. Milk Cow (Calf's) Blues (Good Morning Blues) (prise 1)
17. Milk Cow (Calf's) Blues (Good Morning Blues) (prise 3)
18. Wichita Blues (Going to Louisiana) (prise 1)
19. Wichita Blues (Going to Louisiana) (prise 2)
20. Milk Cow (Calf's) Blues (Good Morning Blues) (prise 4)
21. Wichita Blues (Going to Louisiana) (prise 2)
22. Baby, I'm in the Mood for You (prise 2)
23. Blowin' in the Wind (prise 1)
24. Blowin' in the Wind (prise 2)
25. Worried Blues (prise 1)
26. Baby, I'm in the Mood for You (prise 4)

### Disque 2
- Les titres 1 et 2 ont été enregistrés le 9 juillet 1962, lors de la troisième séance de l'album The Freewheelin' Bob Dylan.
- Les titres 3 à 9 ont été enregistrés le 26 octobre 1962, lors de la quatrième séance de l'album The Freewheelin' Bob Dylan.
- Les titres 10 à 16 ont été enregistrés le 1er novembre 1962, lors de la cinquième séance de l'album The Freewheelin' Bob Dylan.
- Les titres 17 à 19 ont été enregistrés le 14 novembre 1962, lors de la sixième séance de l'album The Freewheelin' Bob Dylan.
- Les titres 20 à 26 ont été enregistrés le 6 décembre 1962, lors de la septième séance de l'album The Freewheelin' Bob Dylan.

1. Bob Dylan's Blues (prise 2)
2. Bob Dylan's Blues (prise 3)
3. Corrina, Corrina (prise 2)
4. Corrina, Corrina (prise 3)
5. That's All Right, Mama (prise 1)
6. That's All Right, Mama (prise 3)
7. That's All Right, Mama (prise 5)
8. Mixed-Up Confusion (prise 3)
9. Mixed-Up Confusion (prise 5)
10. Mixed-Up Confusion (prise 6)
11. Mixed-Up Confusion (prise 7)
12. Mixed-Up Confusion (prise 9)
13. Mixed-Up Confusion (prise 10)
14. Mixed-Up Confusion (prise 11)
15. That's All Right, Mama (prise 3)
16. Rocks and Gravels (Solid Road) (prise 2)
17. Ballad of Hollis Brown (prise 2)
18. Kingsport Town (prise 1)
19. When Death Comes Creepin' (Whatcha Gonna Do?) (prise 1)
20. Hero Blues (prise 1)
21. When Death Comes Creepin' (Whatcha Gonna Do?) (prise 1)
22. I Shall Be Free (prise 3)
23. I Shall Be Free (prise 5)
24. Hero Blues (prise 2)
25. Hero Blues (prise 4)

### Disque 3
- Les titres 1 et 2 ont été enregistrés le 29 janvier 1962 chez Eve et Mac Mackenzie.
- Les titres 3 à 6 ont été enregistrés durant l'automne 1962 chez Eve et Mac Mackenzie.
- Les titres 7 à 11 ont été enregistrés le 16 avril 1962 au Gerde's Folk City.
- Les titres 12 à 23 ont été enregistrés le 2 juillet 1962 au Finjan Club de Montréal.

1. Hard Times in New York Town
2. The Death of Emmett Till
3. I Rode Out One Morning
4. House of the Rising Sun
5. See That My Grave Is Kept Clean
6. Ballad of Donald White
7. Honey, Just Allow Me One More Chance
8. Talkin' New York
9. Corrina, Corrina
10. Deep Ellum Blues
11. Blowin' in the Wind
12. The Death of Emmett Till
13. Stealin'
14. Hiram Hubbard
15. Blowin' in the Wind
16. Rocks and Gravel
17. Quit Your Low Down Ways
18. He Was a Friend of Mine
19. Let Me Die in My Footsteps
20. Two Trains Runnin'
21. Ramblin' on My Mind
22. Muleskinner Blues
23. Muleskinner Blues (Part 2)

### Disque 4
- Les titres 1 à 5 ont été enregistrés le 22 septembre 1962, lors d'un hootenanny au Carnegie Hall.
- Les titres 6 à 12 ont été enregistrés le 15 octobre 1962 au Gaslight Café.

1. Sally Gal
2. Highway 51
3. Talking John Birch Paranoid Blues
4. Ballad of Hollis Brown
5. A Hard Rain's a-Gonna Fall
6. See That My Grave Is Kept Clean
7. No More Auction Block
8. Motherless Children
9. Kind Hearted Woman Blues
10. Black Cross
11. Ballad of Hollis Brown
12. Ain't No More Cane